# Lee Won-u
Lee Won-u (이원우?; 19 agosto 1958 – Seul, 24 maggio 2004) è stato un cestista sudcoreano.

## Carriera
Con la Corea del Sud ha disputato i Giochi di Seul 1988, oltre ai Mondiali 1986 e 1990. È scomparso prematuramente a causa di un cancro.